# تورنتون آن د هیل
تورنتون آن د هیل (به انگلیسی: Thornton-on-the-Hill) یک روستا و محله مدنی در بریتانیا است که در همبلتون واقع شده‌است.